# 流星号通报舰
流星号是德意志帝国海军于19世纪80年代末至90年代初建造的一艘通报舰，自1899年起重归类为小巡洋舰。它是同名船级的首舰，其唯一的姊妹舰为彗星号。该舰自1888年12月开始铺设龙骨、1890年1月下水，至1891年5月交付使用。流星号装备有四门88毫米口径的主炮，旨在保护主舰队免受鱼雷艇的攻击。
流星号的设计存在若干缺陷，其中过度振动和在巨浪时难以控制的问题都无法纠正。这些问题限制了该舰的运用寿命。它曾于1892年在基尔临时被用作一艘警戒舰，1893－1894年跟随主舰队服役，1895－1896年间则担任渔业保护船。流星号于1896年底退役，继而于1904年投身港埠业务，然后从1911年至1919年间充当宿营船，直至出售拆解报废。

## 设计

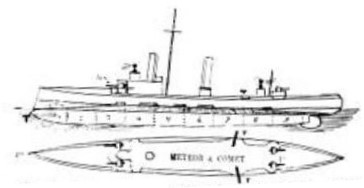
流星级舰只的平面和剖面图

在1880年代初，随着鱼雷技术的发展，对大型军舰的威胁日益增大。为了对抗小巧快速的鱼雷艇，各国海军开发了特种作战舰艇。德意志帝国海军最初试图将侦察和反鱼雷艇防御的任务结合在一种舰型中，直至1888年代号为“通报舰F”（Aviso F，即后来的流星号）的设计方案才提供了专门为对抗鱼雷艇而设计的舰型。与之前的守望级通报舰相比，流星级的体积更小、速度更快，但同样非常不稳定、船舶耐波性差、在高速航行时会发生气窝现象从而引起舰艛剧烈振动。这些缺陷无法弥补，以致于它们的职业生涯都很短。
流星号的全长为79.86米，有9.56米的舷宽以及最大3.68米的吃水深度。其标准排水量为961吨，满载时则可达1,078吨。推进装置由两台立式三缸三胀往复式蒸汽机组成，蒸汽通过四台燃煤机车锅炉提供。发动机的额定功率为4,500匹公制馬力（3,300千瓦特），设计航速20節（37每小時），并能够以9節（17每小時）的速度连续航行960海里（1,780）。其标准船员编制为7名军官及108名水兵。
该舰在竣工时装备有四门单座安装的88毫米30倍径速射炮，其中两门并排向前，另外两门并排向后。它们共配备462至680发弹药。流星号还搭载有三具350毫米鱼雷发射管，其中一具以浸没式安装在舰艏下方，另外两具则置于舷侧的甲板发射器内。舰只防护甲板的装甲最厚处（平坦部分）为15毫米，同样在两舷隔离空舱内填充有软木；司令塔侧部则覆以30毫米厚的钢制装甲。

## 服役历史

由威利·施特韦所绘的石版画，展现了狮鹫号（左）、流星号（中）和狩猎号（右）

流星号的建造工程始于1888年12月，当时在基尔的日耳曼尼亚船厂铺设龙骨。它于1890年1月20日下水；完成舾装后，船厂工人在交付前还进行了建造商试验。这些工作都完成后，该舰于1891年5月15日正式投入运用。它最初担任波罗的海海军基地司令的旗舰，并作为警戒舰被部署至基尔，取代了原本以此身份服役的巡洋巡防舰施托施号。在随后进行的海试过程中，由于进行必要的改进，该舰被转移至预备役，其旗舰职责被鱼雷训练舰布吕歇尔号接替。直至9月28日，流星号才得以执行实际任务，但10月3日又被退役，以便重返船厂纠正在海试期间发现的一些缺陷，包括将烟囱高度增加1.5米，从而减少烟雾对艉部炮手的干扰。
在前一年完成修改后，流星号于1892年5月20日重新入役进行新一轮海试。在此期间，它也被委派为驻基尔的警戒舰。该舰于8月中旬参加了一直持续到9月26日的年度舰队训练演习。在演习期间，流星号曾担任第二鱼雷艇区舰队（II. Torpedoboots-Flottille）司令、海军少校卡尔·罗森达尔（Karl Rosendahl）的指挥舰。德皇威廉二世于11月初登舰展开短途巡航，之后流星号于12月6日再次退役，当时海军宣布该舰的海试正式完结。
1893年4月5日，流星号重新启用，并自5月1日起被编入秋季练习舰队（Herbst-Übungsflotte，即公海舰队前身）的第一支队，至9月29日年度演习结束后再次退役。在此期间，海军少校亨宁·冯·霍尔岑多夫曾担任该舰舰长。从1894年6月30日开始，它为威廉二世的皇家游艇霍亨索伦号提供护航，展开年度夏季巡航——这艘游艇当年去往挪威。在抵达斯塔万格后，流星号遭遇了机械故障，但其船员能够在当地修复发动机。尽管如此，这些问题还是导致它被巡洋护卫舰威廉王妃号取代，成为了德皇的护航舰。流星遂返回基尔进行全面整修，随后在舰队演习中担任侦察舰。它于9月30日再度退役。
流星号于1895年3月19日重返现役，在德国的北海沿岸执行渔业保护任务。这项工作在6月14日至22日期间中断，当时该舰参加了威廉皇帝运河的开通仪式。8月27日，它被调往秋季练习舰队参加年度演习。流星号于9月24日作冬季退役，至1896年3月18日重新投入使用以继续接管渔业保护职责。从4月17日到24日，它在英国的多佛尔陪同海因里希亲王将其新购入的帆船驶回德国。该舰随后返回渔业巡逻——由于英国渔民一再侵犯诺德奈附近的德国领海，迫使流星号进行干预并将他们驱离。自5月底起，除了既有的巡逻职责，该舰还开始担任供轮机舱和锅炉舱人员使用的训练舰。7月3日至6日，它在洛斯托夫特参加了由英国、荷兰和德国联席的渔业保护会议，交流经验。从8月9日至9月初，流星号以侦察舰身份最后一次参加舰队演习使得渔业保护任务再度中断。随着10月4日退役，该舰的活跃生涯至此已经结束。
由于流星号的适航性差，不利于舰队进一步使用。另一方面，该舰也并不特别适合其活跃生涯中大部分时间所从事的渔业保护任务，因为其体型太小，无法携带足够的燃煤在海上长时间停留；取而代之的是1876年入役的老旧通报舰齐滕号。1899年，流星号被重新归类为小巡洋舰，并于1903年5月3日被移作港埠业务用船。自1904年5月3日开始，它被委任为一艘港口警戒舰。1911年6月24日，流星号正式从海军名录中除籍，继而沦为一艘驻扎在基尔的宿营船。在接下来的八年里，包括第一次世界大战期间，它都供德国U艇的船员使用。德国战败后，该舰于1919年出售报废。流星号最终在伦茨堡拆解。